# Silikonfuge

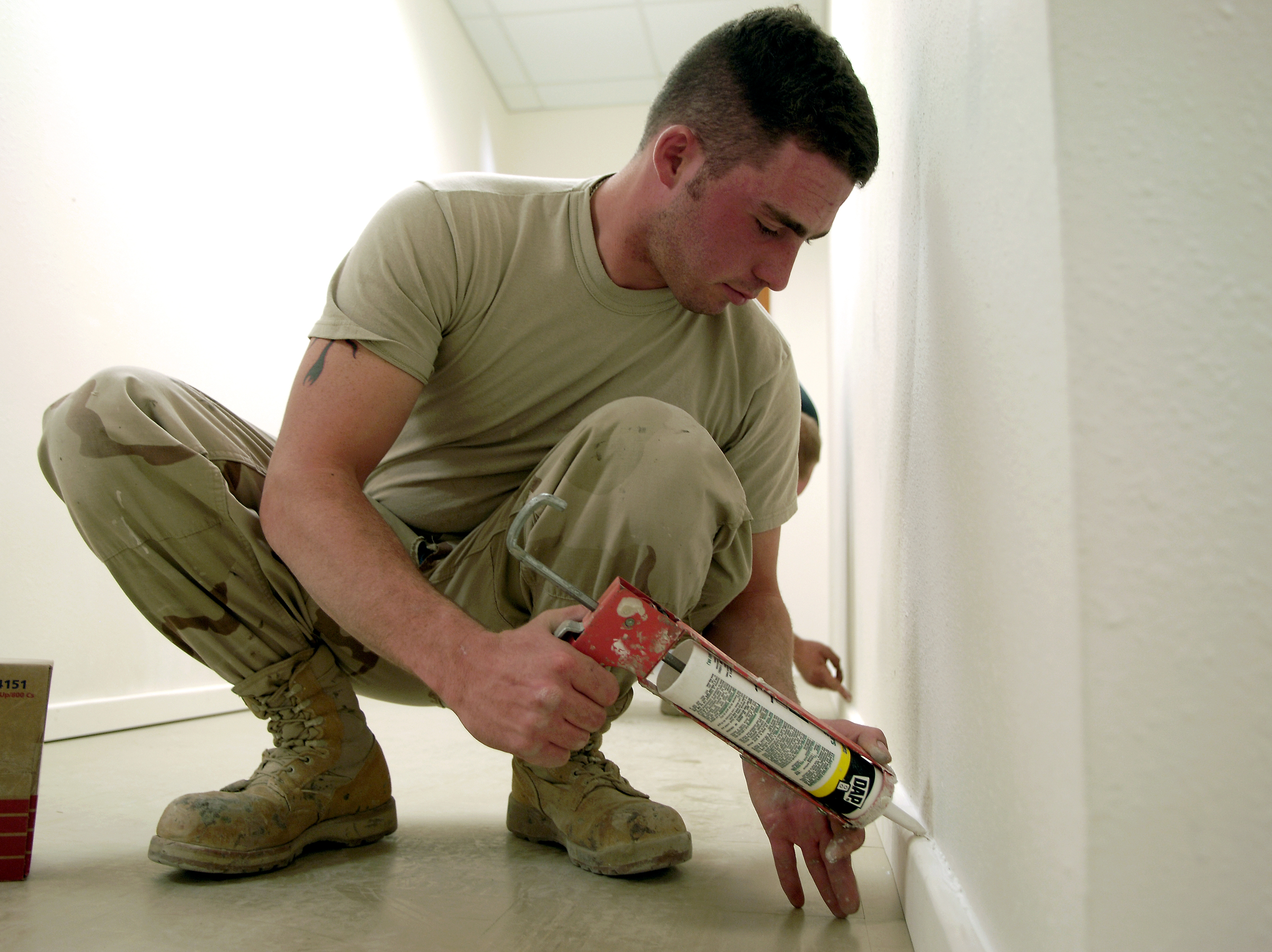
Applikation einer Silikonfuge an einer Stoßleiste

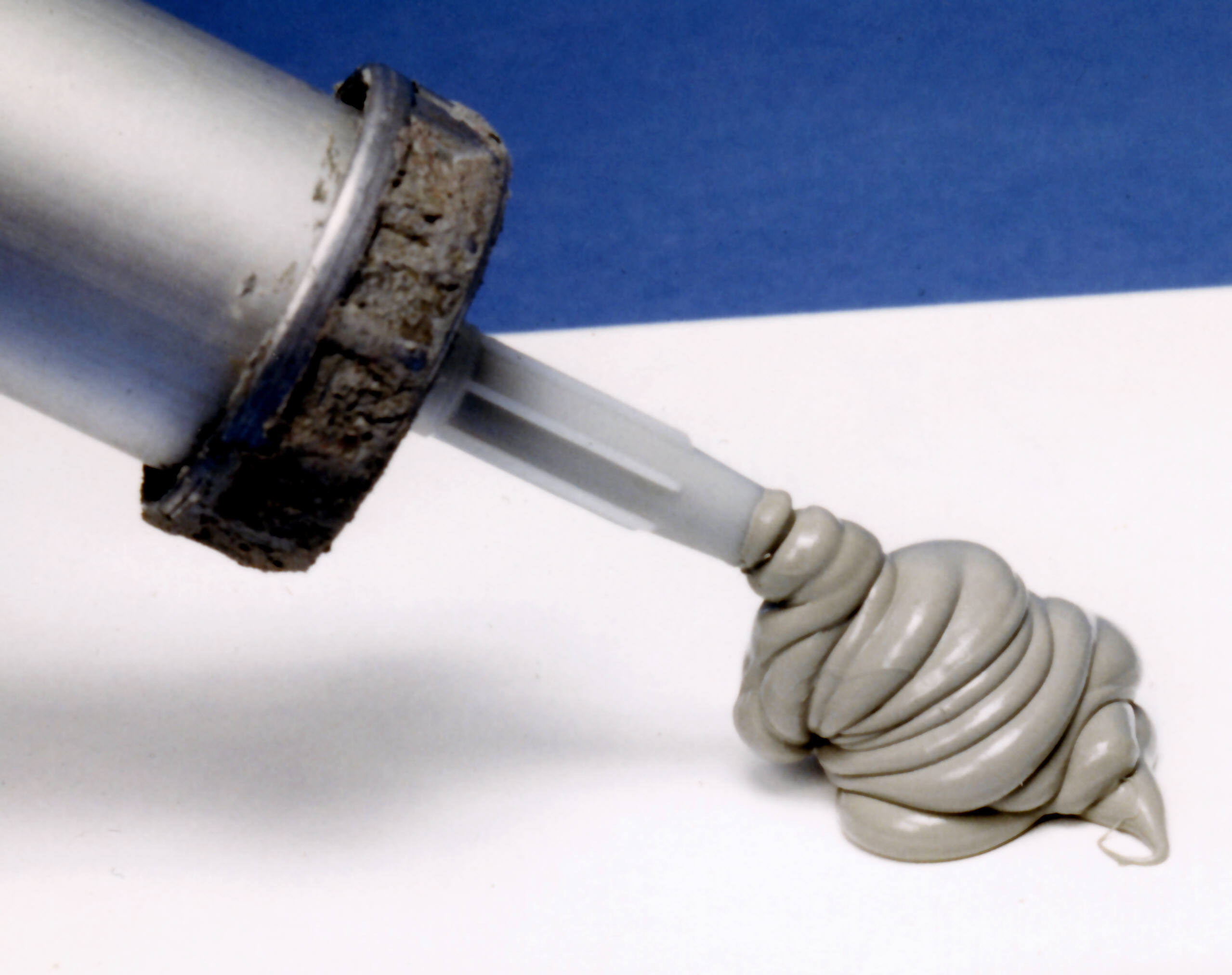
Silikonmasse

Eine Silikonfuge ist eine elastische Fugenabdichtung im Baubereich, die mit elastischen Dichtstoffen auf Silikonbasis ausgeführt ist.
Eine Silikonfuge wird gelegentlich als Wartungsfuge bezeichnet, da sie in bestimmten Einsatzfällen nur eine begrenzte Lebenserwartung hat und oft nach einigen Jahren erneuert werden muss.

## Funktion
Silikonfugen in Küche und Bad sollen das Eindringen von Feuchtigkeit in Fugen bzw. den Baukörper verhindern.
Sie wirken als elastische Anschlußfugen und können geringe Bewegungen (durch Erschütterungen, Setzung, Verformung) aufnehmen, ohne sich von den angrenzenden Bauteilen (z. B. Fliesen, Badewannen, Türrahmen usw.) abzulösen.
Der sogenannte ZGV-Wert (ZGV = Zulässige Gesamtverformung) gibt an, in welchem Maße der Silikondichtstoff Bewegungen aufnehmen kann.

## Arten und Eigenschaften von Fugensilikon
Kalkhaltige Natursteine wie Marmor dürfen nicht mit essigvernetzendem Silikon in Kontakt kommen, da Kalk im sauren Milieu angelöst wird. Zur Verwendung mit Naturstein werden spezielle Silikone angeboten.
Auch Gegenstände aus Zinn oder Messing sollten nicht mit sauer vernetzendem Silikon verfugt werden, da diese Metalle angegriffen werden können.
Die meisten Silikondichtstoffe, die häufig mit Wasser in Kontakt kommen, werden mit Fungiziden versehen, um eine Schimmelbildung hinauszuzögern. Im Laufe der Zeit schwächt sich die fungizide Wirkung ab.
Zum Bau von Aquarien wird in der Regel essigvernetzendes Silikon verwendet, welches jedoch kein Fungizid enthalten darf, um die Wasserorganismen nicht zu schädigen.

### Inhaltsstoffe
Ökotest bemängelt flüchtige organische Verbindungen (VOC) wie das unter Umständen krebserregende Vernetzungsmittel Butanonoxim.
Fast jedes Sanitärsilikon enthält Fungizide, welche die Schimmelbildung hinauszögern.
Ökotest bewertet verschiedene Fungizide als bedenklich, insbesondere Tebuconazol und Carbendazim sowie zinnorganische Verbindungen wie Dibutylzinn (DBT), Tributylzinn (TBT) und Dioctylzinn (DOT) sowie möglicherweise auch Monooktylzinn (MOT).
Isothiazolinone können allergienauslösend wirken, insbesondere die chlorierte Verbindung Dichloroctylisothiazolinon (DCOIT). Weniger problematisch sind Butylbenzisothiazolinon (BBIT) und Octylisothiazolinon (OIT).

## Anwendung
Im Merkblatt „Abdichtung von Bodenfugen mit elastischen Dichtstoffen“ des Industrieverband Dichtstoffe, sind die Mindestfugenbreiten und -tiefen in Abhängigkeit von der Temperaturdifferenz und dem Abstand zwischen zwei Bewegungsfugen festgelegt. In Innenräumen mit Temperaturschwankungen von bis zu 20 °C ist eine Mindestbreite und -tiefe der Fuge von 10 mm vorgesehen. Im Außenbereich mit Temperaturdifferenzen von 80 °C wär bei einem Abstand von 4 m zwischen zwei Bewegungsfugen eine Fugenbreite von 15 bis 25 mm erforderlich, je nach Zulässiger Gesamtverformung (ZGV) des Dichtstoffs.
Generell soll die Tiefe der Fuge etwa dem 0,8 bis 1,0-fachen der Fugenbreite entsprechen. Dichtstofftiefen von mehr als 20 mm sollen vermieden werden.
Beim Einbringen ist die sogenannte Dreiflächenhaftung zu vermeiden, bei der der Dichtstoff nicht nur seitlich, sondern auch am Grund der Fuge anhaftet. Der Dichtstoff soll ausschließlich an den gegenüberliegenden Flächen der Bauteile haften, die möglichst parallel zueinander verlaufen. Bei einer Veränderung der Fugenbreite kann sich der elastische Dichtstoff dann im Querschnitt ungehindert einschnüren bzw. ausbauchen. Eine Haftung am Fugengrund würde diese Ausgleichsbewegung behindern.
Die Dreiflankenhaftung lässt sich auf einfache Weise verhindern, indem vor dem Einbringen des Dichtstoffs ein Vorlegeband (Dichtstoffvorlage) in die Fuge eingelegt wird.
Häufig wird eine Rundschnur aus Schaumstoff verwendet, die nicht nur den Dichtstoff vom Grund entkoppelt, sondern der Dichtmasse beim Einspritzen zusätzlich ein Uhrglas-förmiges Profil verleiht. Dadurch ist die Silikonfuge in der Mitte schlank und nachgiebig und weitet sich zu den Flanken hin auf, wo eine möglichst breite Haftfläche angestrebt wird.
Ist die Fuge nicht tief genug, um ein Vorlegeband aufzunehmen, kann ein Folien-Streifen oder Vergleichbares in den Fugengrund eingelegt werden.

### Pflege von Silikonfugen
Silikonfugen in feuchter Umgebung werden häufig von schwarzem Schimmel besiedelt.
Das Auftreten von Schimmel auf Silikonfugen in Innenräumen kann vermieden werden, indem bei der Entstehung von Wasserdampf unmittelbar gründlich gelüftet wird, so dass der Feuchtegehalt der Raumluft sich nicht über 70 % relative Luftfeuchte erhöht. Insbesondere nach der Benutzung von Dusche und Badewanne sollte das Fenster für einige Zeit weit geöffnet werden, um die Luftfeuchte zu senken.

Um sicher zu gehen, können Silikonfugen nach dem Duschen und Baden kurz abgespült und anschließend mit einem Schwamm oder Tuch getrocknet werden. Dabei werden auch organische Stoffe entfernt, die Schimmel als Nahrung dienen.
Gelegentlich sollten die Fugen mit etwas Reinigungsmittel gesäubert und anschließend wieder abgespült und getrocknet werden.
Bäder werden üblicherweise mit saueren Reinigungsmitteln gesäubert, die Essigsäure oder im professionellen Bereich auch Phosphor- oder Amidosulfonsäure enthalten. Die Säuren lösen Kalkablagerungen, beugen Schimmelbefall jedoch kaum vor.
Fruchtkörper der Schimmelpilze in Form von schwarzer Verfärbung können mit natriumhypochlorit-haltigem Chlorreiniger, Wasserstoffperoxid oder Alkohol (Brennspiritus, Isopropylalkohol) entfernt werden. Bei intensivem Befall ist es hilfreich, Streifen von Küchenpapier mit Chlorreiniger zu tränken und über Nacht auf die Fuge zu legen, um den Schimmel aufzulösen.
Fugen können auch mit quartären Ammoniumverbindungen (QAV) wie Benzalkoniumchlorid oder evtl. Peressigsäure eingestrichen werden, um die mikrobiologische Besiedlung zu vermindern.

### Erneuerung der Fuge
Wenn das Silikon nicht mehr durchgehend an der Fugenflanke haftet, bildet sich oft Schimmel im Spalt, der kaum zu entfernen ist, so dass die Silikonfuge ausgeschnitten und erneuert werden sollte.
Das Ausschneiden kann mit einem Cuttermesser oder einem speziellen Werkzeug wie einem Fugenhai geschehen. Verbleibende Reste können mit einem Schraubenzieher abgestoßen werden. Es werden auch Fugenkratzer aus faserverstärktem Kunststoff angeboten, die jedoch schnell abnutzen.

## Silikonfugen an Naturstein
Acetatvernetzende Silikone können die Oberfläche von carbonathaltigen Natursteinen wie Kalkstein und Marmor angreifen, da sie beim Aushärten Essigsäure freisetzen.
Fenstersilikone enthalten zur Erhöhung der Elastizität bei großen Temperaturdifferenzen fetthaltige Füllstoffe, welche in den Naturstein einwandern können. Mit Seife oder speziellen Pasten zum Entfernen von Öl- und Fettflecken lassen sich solche Verfärbungen in der Regel entfernen.

## Richtlinien
Silikonfugen zählen nicht als dauerhafte Abdichtungen gegen Wassereinwirkung im Sinne der DIN 18534-5/A1 2018-09 „Abdichtung von Innenräumen“.
- DIN 52460 – „Fugen und Glasabdichtungen – Begriffe“, 12/2015. „Verschließen eines beabsichtigten oder toleranzbedingten Bauteilzwischenraums mit einem elastischen Füllstoff“
- DIN EN 15651 – „Fugendichtstoffe für nicht tragende Anwendungen in Gebäuden und Fußgängerwegen – Teil 3: Dichtstoffe für Fugen im Sanitärbereich“, 12/2012
- IVD-Merkblatt Nr. 3 – 1: „Konstruktive Ausführung und Abdichtung von Fugen in Sanitär- und Feuchträumen. Teil 1: Abdichtung mit spritzbaren Dichtstoffen“, 11/2014, Industrieverband Dichtstoffe e. V. (IVD) – (gibt den Stand der Technik wieder)[4]
- IVD-Merkblatt Nr. 15: „Die Wartung von bewegungsausgleichenden Dichtstoffen und aufgeklebten elastischen Fugenbändern“, 11/2014, Industrieverband Dichtstoffe e. V. (IVD)

## Historische Fugendichtstoffe
Vor der Entwicklung von dauerhaft elastischen Fugenfüllstoffen gab es wenige Möglichkeiten zur Ausführung von Bewegungsfugen.
Wenn nur geringe Bewegungen aufzunehmen waren, konnte die Fuge mit Werg aus Pflanzenfasern (wie Kokos- oder Hanffasern) ausgestopft werden, die mit Öl, Fett, Pech, Holzteer oder einer Gummimischung wasserabweisend imprägniert wurden.
Fugen, die keine Bewegung aufzunehmen hatten, wurden oft mit feinem Mörtel, Blei oder mit Glaserkitt ausgefüllt, der aus 85 % Schlämmkreide und 15 % Leinölfirnis besteht und stundenlang zu einem zähen Teig geknetet wird. Durch die Oxidation des Leinöls an der Luft verfestigt sich der Kitt allmählich. Leinölhaltiger Dichtstoff kann Verfärbungen verursachen, wenn er überarbeitet wird. Wenn eine Probe des Materials in eine Flamme gehalten wird, riecht es nach Leinöl.